# Morića han
A Morića han Szarajevó egyetlen fennmaradt karavánszeráj-épülete, nemzeti műemlék. Az oszmán uralom alatt, a 16. vagy a 17. században épült, nevét 19. századi, Morić nevű bérlőiről kapta. Jelenleg vendéglőnek, kávézónak, üzleteknek ad otthont.

## Története
Építésének pontos dátuma nem ismert, a legtöbb forrás szerint a 16. század végén vagy a 17. század elején emelték a Gázi Huszrev bég által létrehozott jótékonysági intézmény (vakuf) részeként. Megjegyzendő, hogy egyes források konkrétan 1551-re teszik az építés dátumát.
1659-ben Evlija Cselebi török utazó Hadži-Bešir fogadójaként írta le az építményt. A 19. század elején Mustafa-aga Morić, majd fia, Ibrahim-aga Morić bérelte, innen ered mai neve. Több forradalmi eseménynek volt szemtanúja: a 18. század közepén itt gyülekeztek a török uralom ellen tiltakozó lázadók, a 19. század végén pedig az osztrák–magyar fennhatóság elleni szervezkedés központjaként szolgált.
Az épület többször megrongálódott: 1697-ben Savoyai Jenő dúlásának esett áldozatul, 1958-ban pedig leégett. Újjáépítésével 1976-ban készültek el Husef Redžić és Nedžad Kurto építészek vezetésével; ekkor nyerte el jelenlegi kinézetét és rendeltetését. A felújítás során a falakat Omar Hajjám négysoros verseivel díszítették.
A Morića han a város egyik látványosságának számít, és 2019-ben Bosznia-Hercegovina nemzeti műemlékének nyilvánították.

## Leírása
Vályogból és fából épült a Baščaršija városnegyed központi utcáján. A belső udvart egy nagy kapun keresztül lehet megközelíteni, ahol egykoron istállók, raktárak, étkezőhelyek voltak, az emeleten pedig a háromszáz utazót elszállásoló fogadó. Ez Szarajevó egyetlen fennmaradt karavánszerája (han); a város fénykorában körülbelül ötven ilyen intézmény működött itt.
A 21. század elején hagyományos bosnyák ételeket felszolgáló kertvendéglő, kávézó, üzletek működnek benne.

## Képek

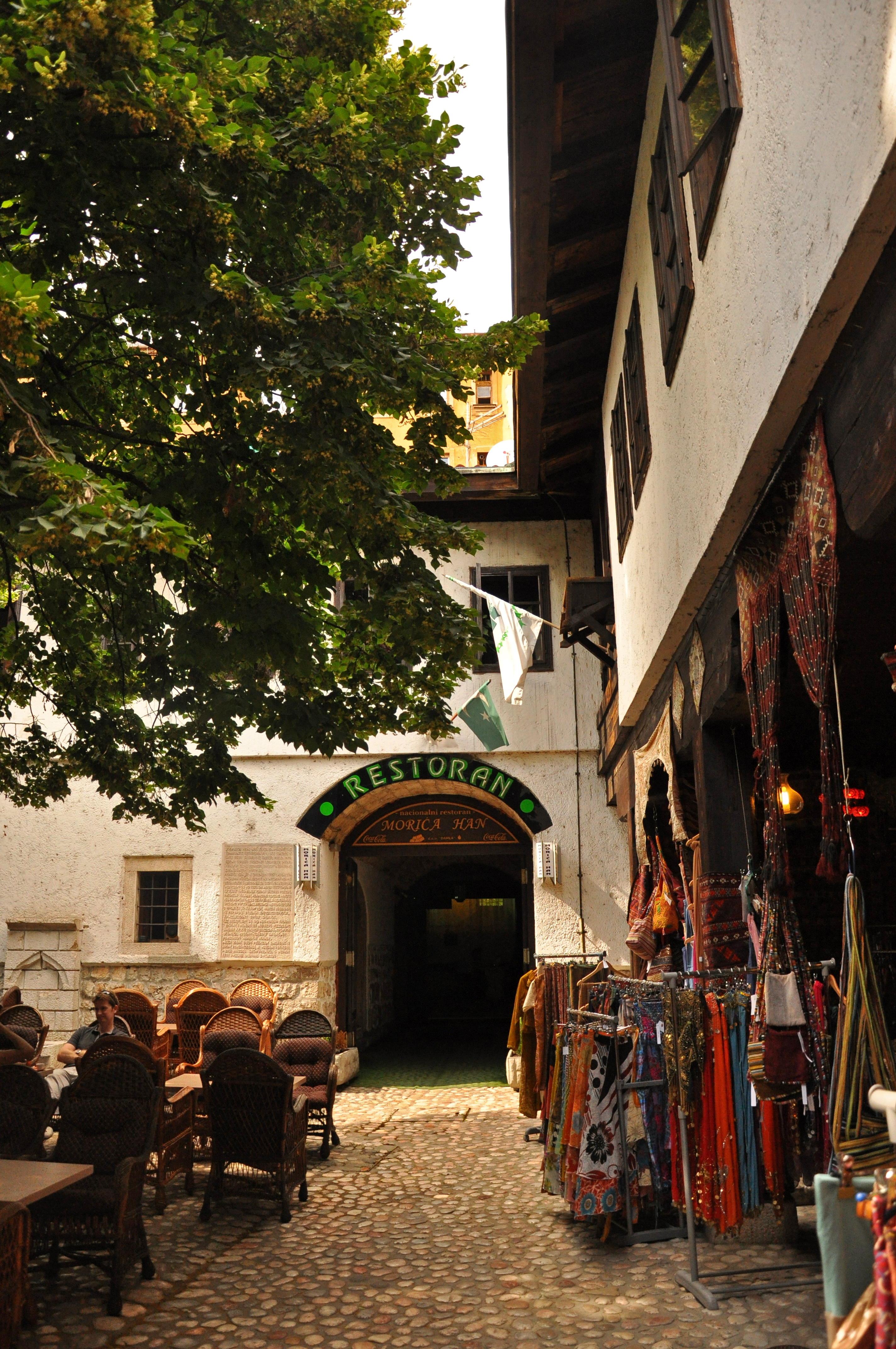
Belső udvar
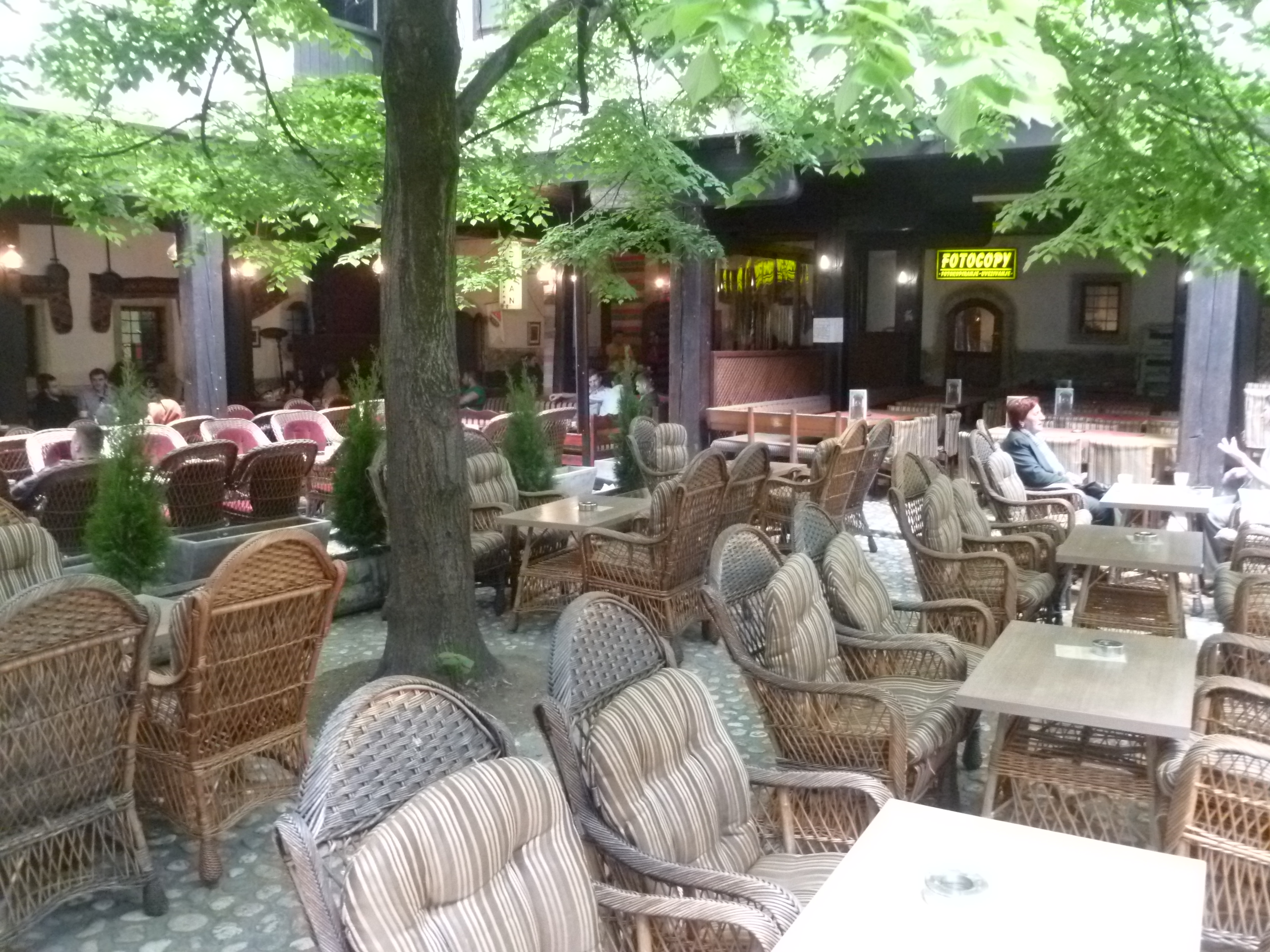
Kertvendéglő
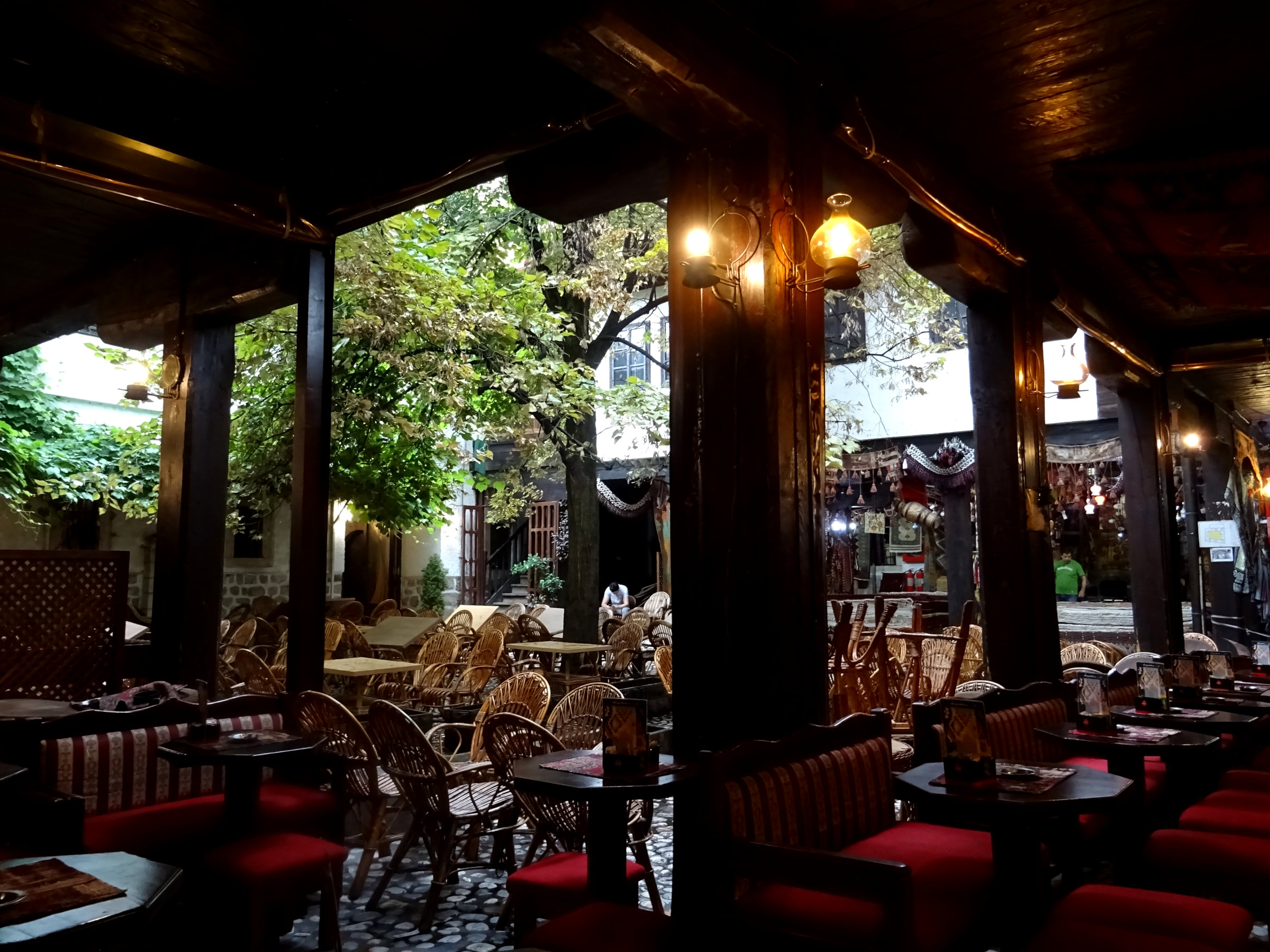
Kávézó
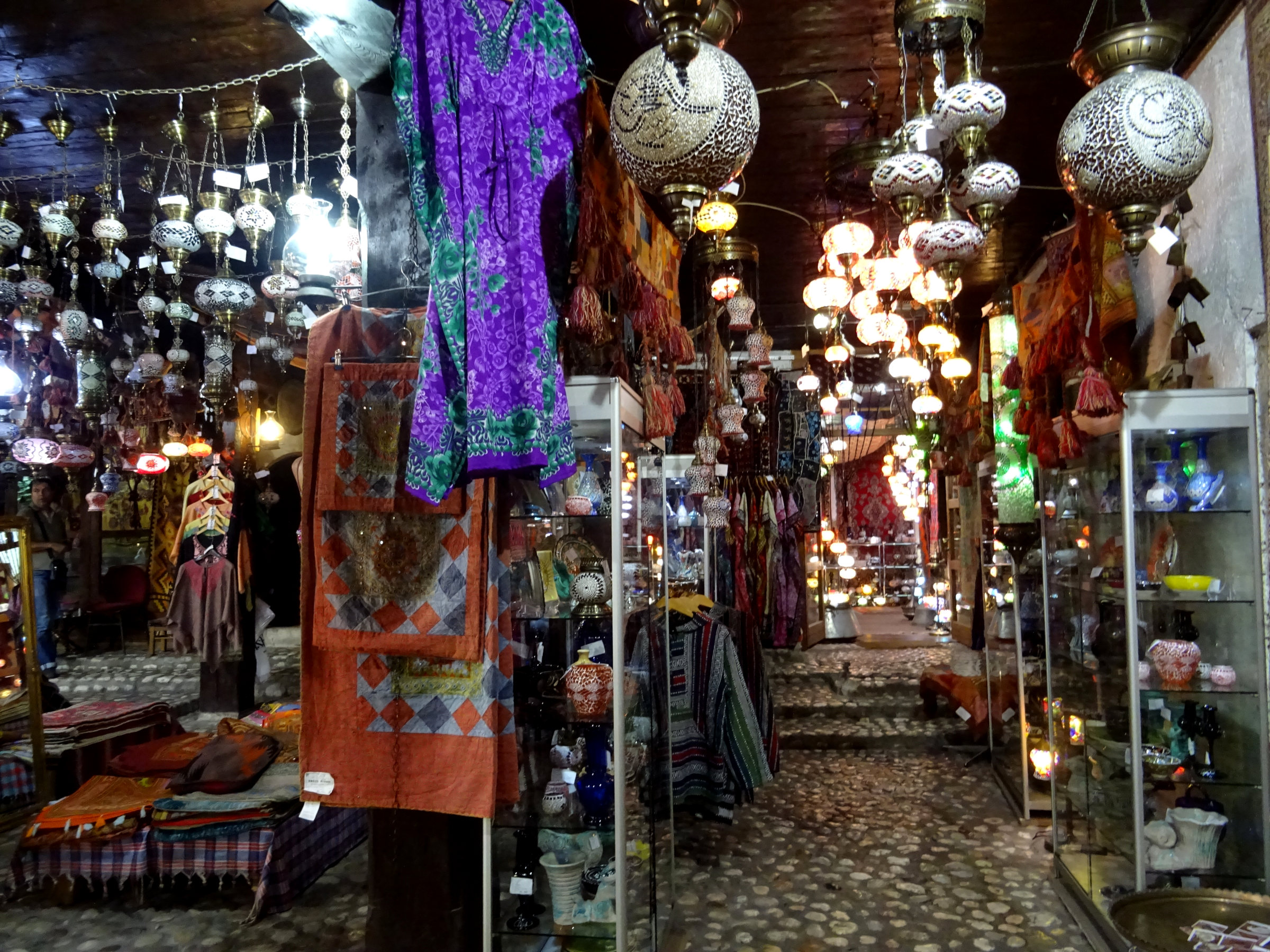
Perzsa üzlet
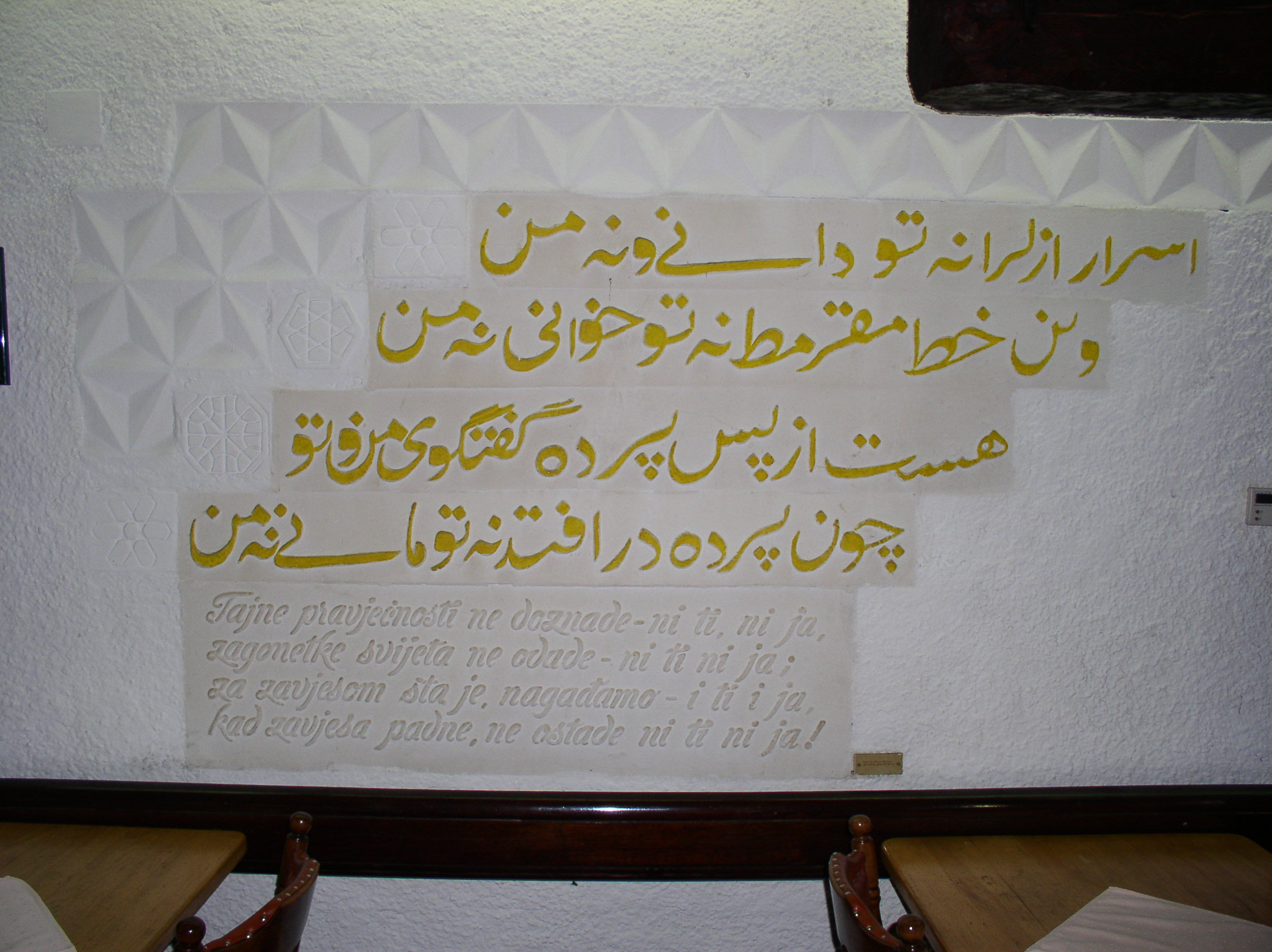
Hajjám-vers